# داريو هيريرا (كاتب)
داريو هيريرا (بالإسبانية: Darío Herrera)‏ هو صحفي ودبلوماسي وكاتب بنمي، ولد في 18 يوليو 1870 في بنما في بنما، وتوفي في 10 يونيو 1914 في فالبارايسو في تشيلي.